# Reading FC
Reading Football Club este un club de fotbal din Reading, Anglia, care evoluează în Football League One.
Clubul Reading este poreclit The Royals, datorită loclizării orașului Reading în comitatul regal Berkshire. Anterior au fost cunoscuți ca The Biscuitmen, datorită asocierii orașului cu firma producătoare de biscuiți Huntley și Palmers. Înființat în 1871, clubul este una dintre cele mai vechi echipe din Anglia, dar nu s-a alăturat Ligii de Fotbal până în 1920 și a jucat pentru prima dată în primul nivel al ligii engleze de fotbal în sezonul 2006-2007, dar după un prim sezon încheiat pe locul 8, echipa a retrogradat în sezonul următor. Reading a revenit în Premier League în sezonul 2012–13, după ce a obținut promovarea la sfârșitul sezonului 2011–12, câștigând EFL Championship, dar a retrogradat după doar un sezon.
Reading a câștigat Full Members' Cup în 1987–88 și a fost unul dintre cele două cluburi din Divizia a II-a care a ridicat trofeul, învingând Luton Town cu 4-1 în finala de la Old Wembley. Cea mai bună performanță a clubului în FA Cup a fost să ajungă în semifinale, fază atinsă de două ori: în 1926–27 și 2014–15.
Clubul a jucat pe stadionul Elm Park timp de 102 ani, din 1896 până în 1998. În 1998, clubul s-a mutat pe noul stadion Madejski, care a fost numit după fostul președinte al clubului, Sir John Madejski. În 2021, clubul a anunțat că arena va fi cunoscută drept Stadionul Select Car Leasing pentru deceniul următor, în urma unui contract de sponsorizare.
Clubul deține recordul pentru numărul de victorii succesive în ligă la începutul unui sezon, cu un total de 13 victorii la începutul campaniei din 1985–86 pentru Divizia a III-a și, de asemenea, recordul pentru cel mai mare număr de puncte câștigate într-un sezon: 106 puncte în sezonul 2005–06 din Championship.

## Conducerea clubului
| Board of Directors & Senior Club Staff | Board of Directors & Senior Club Staff |
| Role                                   | Person                                 |
| -------------------------------------- | -------------------------------------- |
| Chief Executive                        | Dayong Pang                            |
| Director                               | Dai Yongge                             |
| Director                               | Dai Xiu Li                             |
| Director                               | Narin Niruttinanon                     |
| Property Projects Manager              | Nigel Howe                             |
| Club Secretary                         | Sue Hewett                             |
| Financial Controller                   | Grahame Odell                          |
| Head of Football Operations            | Mark Bowen                             |
| Director of Recruitment                | Brian Carey                            |
| Director of Player Development         | Eddie Niedzwiecki                      |

## Cele mai bune rezultate
- FA Barclays Premier League
  - 2006-07 - locul 8
- Championship
  - 2005-06 - campioană
  - 1994-95 - locul 2
- London War Cup
  - 1940-41 - campioană
- FA Cup
  - 1926-27 - semifinalistă
- Cupa ligii Angliei
  - 1995-96 - sfert-finalistă